# 過海隧道巴士904線
過海隧道巴士904線是香港一條西區海底隧道日間巴士路線，由九龍巴士及城巴營運，來往荔枝角及堅尼地城（卑路乍灣）。本路線是目前僅有三條取道西隧的聯營全日專利過海巴士路線之一，另外兩條為905線及914線。

## 歷史
- 1997年5月1日：本路線前身905P（非現時的905P線）投入服務，以配合西區海底隧道通車，導致105線撤出山道以西的西環一帶，作為替代服務，祇於平日上下午繁忙時間單程服務，由九巴及中巴合營。
- 1997年7月7日：擴展至平日繁忙時間雙向服務。
- 1997年9月16日：提升至平日全日服務，更改編號為904。
- 1998年1月15日：增設假日服務。
- 1998年2月15日：堅尼地城總站遷往科士街。
- 1998年7月12日：延長服務時間至23:00，由於堅尼地城總站位置不足，晚間班次改於西寧街巴士總站。
- 1998年9月1日：中巴專營權結束，本線改為由九巴及新巴聯合營運。
- 1999年8月15日：配合卑路乍灣巴士總站啟用，所有班次正式遷往該處。
- 2005年4月24日：往堅尼地城方向在長沙灣工業區改經荔枝角道及大南西街，方便泓景臺及昇悅居居民。[2]
- 2016年3月28日：九巴班次增設到站時間預報。
- 2018年5月28日：新巴班次增設實時抵站時間查詢服務。
- 2018年12月1日：本線往荔枝角方向，改行晏架街及旺角道。[3]
- 2022年9月4日：由堅尼地城（卑路乍灣）開出之尾班車時間由23:30提早至21:00，由荔枝角開出之尾班車時間由23:00提早至22:00。[4]
- 2023年7月1日：因應新巴城巴合併，本線改由九巴及城巴聯合經營。

## 服務時間及班次
| 荔枝角開         | 荔枝角開    | 荔枝角開     | 堅尼地城（卑路乍灣）開 | 堅尼地城（卑路乍灣）開 | 堅尼地城（卑路乍灣）開 |
| 日期             | 服務時間    | 班次（分鐘） | 日期                   | 服務時間               | 班次（分鐘）           |
| ---------------- | ----------- | ------------ | ---------------------- | ---------------------- | ---------------------- |
| 星期一至五       | 06:48-07:48 | 20           | 星期一至五             | 06:18-07:48            | 30                     |
| 星期一至五       | 08:18-08:48 | 30           | 星期一至五             | 08:08-08:48            | 20                     |
| 星期一至五       | 09:15-09:45 | 30           | 星期一至五             | 09:15-09:45            | 30                     |
| 星期一至五       | 10:15-10:45 | 30           | 星期一至五             | 10:15-10:45            | 30                     |
| 星期一至五       | 11:15-12:15 | 30           | 星期一至五             | 11:15-12:15            | 30                     |
| 星期一至五       | 12:45-13:45 | 30           | 星期一至五             | 12:45-13:45            | 30                     |
| 星期一至五       | 14:15-15:05 | 25           | 星期一至五             | 14:15-15:05            | 25                     |
| 星期一至五       | 15:30-16:20 | 25           | 星期一至五             | 15:30-16:20            | 25                     |
| 星期一至五       | 16:45-17:06 | 21           | 星期一至五             | 16:38-17:24            | 23                     |
| 星期一至五       | 17:24       | 17:24        | 星期一至五             | 17:48-18:36            | 24                     |
| 星期一至五       | 17:42-18:36 | 18           | 星期一至五             | 19:00-20:00            | 30                     |
| 星期一至五       | 19:00-19:30 | 30           | 星期一至五             | 20:30-21:00            | 30                     |
| 星期一至五       | 20:03-20:30 | 30           |                        |                        |                        |
| 星期一至五       | 21:00-21:30 | 30           |                        |                        |                        |
| 星期一至五       | 22:00       |              |                        |                        |                        |
| 星期六           | 06:48-07:30 | 24           | 星期六                 | 06:18-07:30            | 24                     |
| 星期六           | 08:00-08:30 | 30           | 星期六                 | 08:00-08:30            | 30                     |
| 星期六           | 09:00-09:30 | 30           | 星期六                 | 09:00-09:30            | 30                     |
| 星期六           | 10:00-10:30 | 30           | 星期六                 | 10:00-10:30            | 30                     |
| 星期六           | 11:00-12:00 | 30           | 星期六                 | 11:00-12:00            | 30                     |
| 星期六           | 12:30-13:30 | 30           | 星期六                 | 12:30-13:30            | 30                     |
| 星期六           | 14:00-15:00 | 30           | 星期六                 | 14:00-15:00            | 30                     |
| 星期六           | 15:30-16:30 | 30           | 星期六                 | 15:30-16:30            | 30                     |
| 星期六           | 17:00-18:00 | 30           | 星期六                 | 17:00-18:00            | 30                     |
| 星期六           | 18:30-19:30 | 30           | 星期六                 | 18:30-19:30            | 30                     |
| 星期六           | 20:00-21:00 | 30           | 星期六                 | 20:00-20:30            | 30                     |
| 星期六           | 21:30-22:00 | 30           | 星期六                 | 21:00                  | 21:00                  |
| 星期日及公眾假期 | 07:15-08:05 | 25           | 星期日及公眾假期       | 07:15-08:05            | 25                     |
| 星期日及公眾假期 | 08:30-09:30 | 20           | 星期日及公眾假期       | 08:30-09:30            | 30                     |
| 星期日及公眾假期 | 10:00-10:30 | 20           | 星期日及公眾假期       | 10:00-10:30            | 30                     |
| 星期日及公眾假期 | 11:00-11:30 | 30           | 星期日及公眾假期       | 11:00-11:30            | 30                     |
| 星期日及公眾假期 | 12:00-12:30 | 30           | 星期日及公眾假期       | 12:00-12:30            | 30                     |
| 星期日及公眾假期 | 13:00-13:30 | 30           | 星期日及公眾假期       | 13:00-13:30            | 30                     |
| 星期日及公眾假期 | 14:00-14:30 | 30           | 星期日及公眾假期       | 14:00-14:30            | 30                     |
| 星期日及公眾假期 | 15:00-15:30 | 30           | 星期日及公眾假期       | 15:00-15:30            | 30                     |
| 星期日及公眾假期 | 16:00-16:30 | 30           | 星期日及公眾假期       | 16:00-16:30            | 30                     |
| 星期日及公眾假期 | 17:00-17:30 | 30           | 星期日及公眾假期       | 17:00-17:30            | 30                     |
| 星期日及公眾假期 | 18:00-18:30 | 30           | 星期日及公眾假期       | 18:00-18:30            | 30                     |
| 星期日及公眾假期 | 19:00-19:30 | 30           | 星期日及公眾假期       | 19:00-19:30            | 30                     |
| 星期日及公眾假期 | 20:00-20:30 | 30           | 星期日及公眾假期       | 20:00-20:30            | 30                     |
| 星期日及公眾假期 | 21:00-21:30 | 20           | 星期日及公眾假期       | 21:00                  | 21:00                  |
| 星期日及公眾假期 | 22:00       |              |                        |                        |                        |

- 註：有紅字班次為九巴派車，其餘班次為城巴派車。

## 收費
全程：$12.9
- 太子站往堅尼地城（卑路乍灣）：$12.2
- 山道往堅尼地城（卑路乍灣）：$6.1
- 西區海底隧道往荔枝角：$7.7
- 貿易廣場往荔枝角：$6.8

| - 本線設有12歲以下小童及65歲或以上長者半價優惠。 - 65歲或以上香港居民使用「樂悠咭」，以及12歲以下合資格殘疾兒童使用「殘疾人士身份」個人八達通繳付車資，均可享有每程$2.0或半價（以較低者為準）的票價優惠；12至64歲合資格殘疾人士使用「殘疾人士身份」個人八達通（包括「樂悠咭」），以及60至64歲香港居民使用「樂悠咭」繳付車資，均可享有每程$2.0或全費（以較低者為準）的票價優惠。 - 65歲或以上長者如使用長者或一般個人八達通繳付車資，則只可享有半價優惠；12至64歲合資格殘疾人士如不使用「殘疾人士身份」個人八達通，以及60至64歲人士如不使用「樂悠咭」繳付車資，必須繳付全費。 - 乘客可以現金或八達通於上車時付款，不設找續。 - 每位成人乘客可免費攜帶最多兩名4歲以下而不佔座位的兒童乘客乘車，超額之4歲以下小童必須繳付小童車費乘車。 - 持有「九巴月票」之乘客在車票有效期內，每日可享最多10程任何九龍巴士及龍運巴士路線（包括本路線，合資格車程只適用於九龍巴士／龍運巴士提供的班次；惟乘搭機場「A」及「NA」線則可享原價二七折優惠（不會計算每天10次合資格車程））；而B1線則可每日可享最多2程（不會計算每天10次合資格車程）。 - 九龍巴士、城巴、龍運巴士及陽光巴士全職員工及家屬（不包括外判職員）可免費乘搭本路線（陽光巴士員工及家屬只適用於九龍巴士提供的班次），惟必須拍職員或職員家屬八達通。 - 乘客亦可使用AlipayHK「易乘碼」、支付寶、WeChatHK／微信支付「搭車碼」、銀聯雲閃付「乘車碼」及BOC Pay「乘車碼」、具有感應式支付功能的JCB、卡美國運通、大來國際、Discover Card（只適用於九龍巴士／龍運巴士提供的班次）、VISA、Mastercard及銀聯卡，以及Apple Pay、Google Pay及Samsung Pay流動支付平台繳付車資。九巴班次的乘客使用上述付款方式，將只可享有與其他九巴路線／聯營路線九巴班次之轉乘優惠；城巴班次的乘客使用上述付款方式，將只可享有與其他城巴獨營路線或聯營線城巴班次之轉乘優惠。乘客亦不能享有「公共交通費用補貼計劃」及「長者及合資格殘疾人士公共交通票價優惠計劃」。 |

## 使用車輛
本線九巴使用4輛富豪B9TL（AVBWU）。均屬荔枝角車廠。 不時出現Enviro 500 MMC (ATENU、E6X) 。
| 車隊編號 | 車牌   |
| -------- | ------ |
| AVBWU434 | TT3353 |
| AVBWU513 | UU4989 |
| AVBWU516 | UU5631 |
| AVBWU697 | VC9180 |

而城巴派車為亞歷山大丹尼士Enviro 500或Enviro 500MMC及富豪B9TL 11.3米或12米。
因受COVID-19疫情引致乘客量下降，為節省隧道費，由2020年2月4日起九巴部分班次改以單層巴士行走，其後新巴於2月14日起跟從。直至5月初因疫情緩和而取消安排單層公車行走。 

## 行車路線
荔枝角開經：景荔徑、荔灣道、美荔道、長沙灣道、荔枝角道、大南西街、長沙灣道、彌敦道、旺角道、西洋菜南街、亞皆老街、櫻桃街、連翔道、西區海底隧道、干諾道西、嘉安街、德輔道西、堅彌地城海傍、山市街、卑路乍街、加多近街、堅尼地城新海傍及城西道。
堅尼地城（卑路乍灣）開經：城西道、西祥街北、西祥街、卑路乍街、加多近街、吉席街、堅彌地城海傍、德輔道西、水街、西區海底隧道、連翔道、海輝道、深旺道、櫻桃街、大角咀道、櫸樹街、晏架街、旺角道、彌敦道、長沙灣道、荔枝角道、美荔道、荔灣道及景荔徑。

### 沿線車站

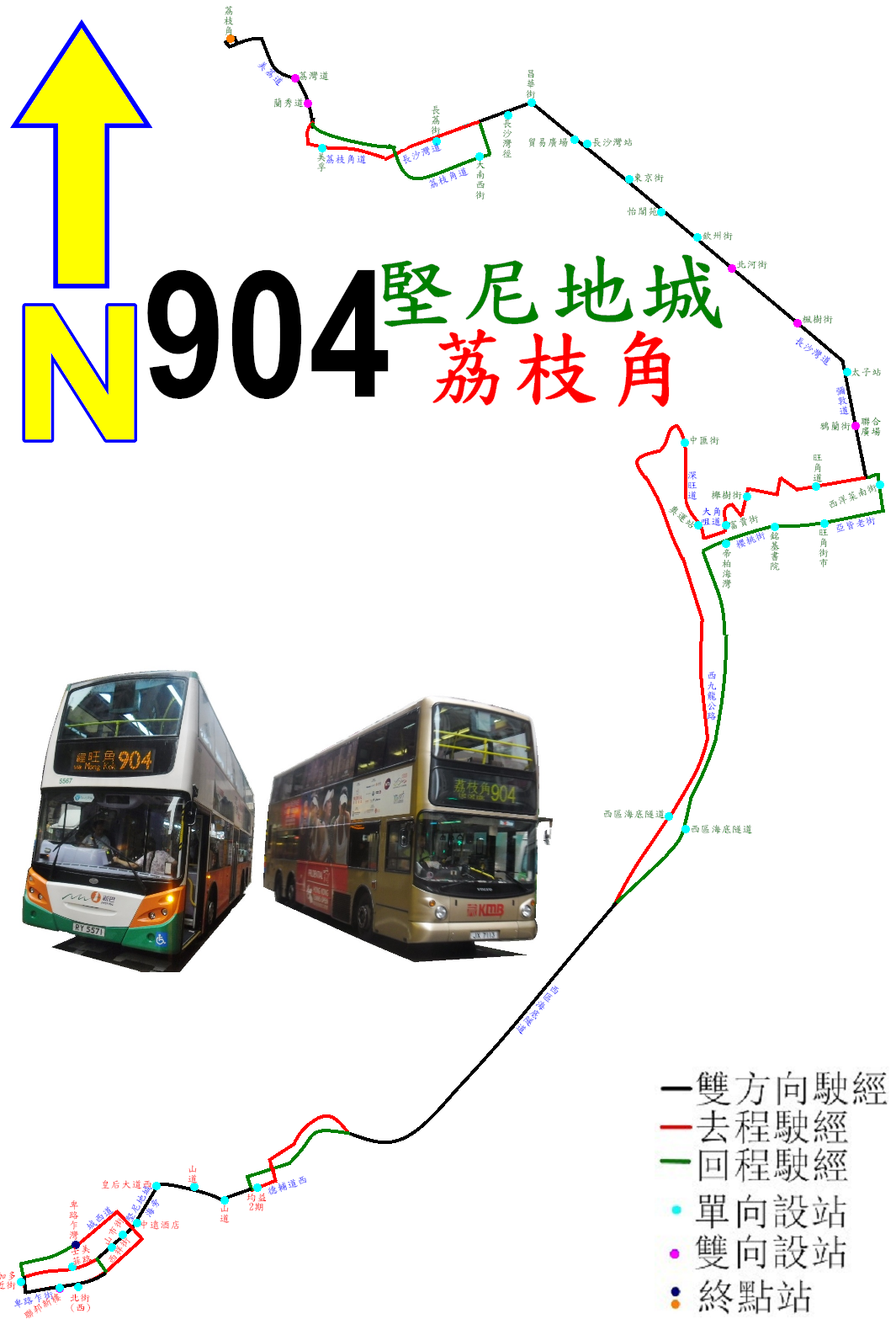
本線的走線圖

| 荔枝角開 | 荔枝角開                  | 荔枝角開                     | 堅尼地城（卑路乍灣）開 | 堅尼地城（卑路乍灣）開   | 堅尼地城（卑路乍灣）開       |
| 序號     | 車站名稱                  | 位置                         | 序號                   | 車站名稱                 | 位置                         |
| -------- | ------------------------- | ---------------------------- | ---------------------- | ------------------------ | ---------------------------- |
| 1        | 荔枝角巴士總站            | 荔枝角巴士總站               | 1                      | 卑路乍灣                 | 堅尼地城（卑路乍灣）巴士總站 |
| 2        | 荔灣道                    | 美荔道                       | 2                      | 聯邦新樓                 | 卑路乍街                     |
| 3        | 蘭秀道                    | 美荔道                       | 3                      | 士美菲路                 | 吉席街                       |
| 4        | 大南西街                  | 荔枝角道                     | 4                      | 西祥街                   | 堅彌地城海旁                 |
| 5        | 昌華街（Y6）              | 長沙灣道                     | 5                      | 堅尼地城游泳池休憩處     | 德輔道西                     |
| 6        | 長沙灣站（Y12）           | 長沙灣道                     | 6                      | 山道                     | 德輔道西                     |
| 7        | 東京街（Y16）             | 長沙灣道                     | 7                      | 均益大廈第二期           | 德輔道西                     |
| 8        | 欽州街（Y21）             | 長沙灣道                     | 8                      | 西區海底隧道轉車站（B3） | 西區海底隧道                 |
| 9        | 北河街（Y25）             | 長沙灣道                     | 9                      | 中匯街                   | 深旺道                       |
| 10       | 楓樹街                    | 長沙灣道                     | 10                     | 奧運站                   | 深旺道                       |
| 11       | 太子站（S1）              | 彌敦道                       | 11                     | 富貴街                   | 大角咀道                     |
| 12       | 水渠道 （聯合廣場）（S9） | 彌敦道                       | 12                     | 櫸樹街                   | 櫸樹街                       |
| 13       | 西洋菜南街                | 西洋菜南街                   | 13                     | 旺角道                   | 旺角道                       |
| 14       | 旺角街市                  | 亞皆老街                     | 14                     | 鴉蘭街（N74）            | 彌敦道                       |
| 15       | 銘基書院                  | 櫻桃街                       | 15                     | 楓樹街                   | 長沙灣道                     |
| 16       | 帝柏海灣                  | 櫻桃街                       | 16                     | 北河街（X8）             | 長沙灣道                     |
| 17       | 西區海底隧道轉車站（A4）  | 西區海底隧道                 | 17                     | 怡閣苑（X18）            | 長沙灣道                     |
| 18       | 山道                      | 德輔道西                     | 18                     | 貿易廣場（X27）          | 長沙灣道                     |
| 19       | 堅尼地城游泳池            | 堅彌地城海旁                 | 19                     | 長沙灣徑（X33）          | 長沙灣道                     |
| 20       | 山市街                    | 堅彌地城海旁                 | 20                     | 長荔街（X45）            | 長沙灣道                     |
| 21       | 北街                      | 卑路乍街                     | 21                     | 美孚轉車站（B4）         | 荔枝角道                     |
| 22       | 加多近街                  | 加多近街                     | 22                     | 蘭秀道                   | 美荔道                       |
| 23       | 卑路乍灣                  | 堅尼地城（卑路乍灣）巴士總站 | 23                     | 荔灣道                   | 美荔道                       |
|          |                           |                              | 24                     | 荔枝角巴士總站           | 荔枝角巴士總站               |

## 客量
本線主要吸引由西環及石塘咀來往旺角和大角咀區及深水埗區的乘客，由於是途經西區海底隧道便可以直接地從旺角區或西營盤經不常塞車的大角咀區來往兩岸，加上乘坐港鐵來往西環及旺角需要轉乘，本線相對較方便。在繁忙時間，西環近士美菲路的吉席街車站大排長龍，在其他車站也有不少乘客等候此線，因此此路線的客量也不錯，但由於需要節省西區海底隧道的隧道費，班次較為稀落。另外，本路線由原有的105線改經西區海底隧道後演變過來，行車里數只為14.1公里，比110線或111線還短，按「最高准許收費」低於15公里的界限，本線全程收費實際應為$9.8，但因為本線由905分拆出來，故收費與905線看齊，比規定的收費水平高一級，同一情況也在九巴68M中出現。而本線亦是所有行經西區海底隧道的巴士路線中，唯一一條以西區作總站的路線。
本線的出現，取代了104線作為堅尼地城來往西九龍巴士線的地位。雖然受到紅色小巴競爭，但由於本線能直達九龍市區的心臟地帶，仍然受到堅尼地城及西九龍居民歡迎。而自從港鐵港島綫西延通車後由於所增加的過海新車站並未增加車費，促令本線乘客量急速錄得下跌22.9%。